# Teatro de Cristóbal Colón

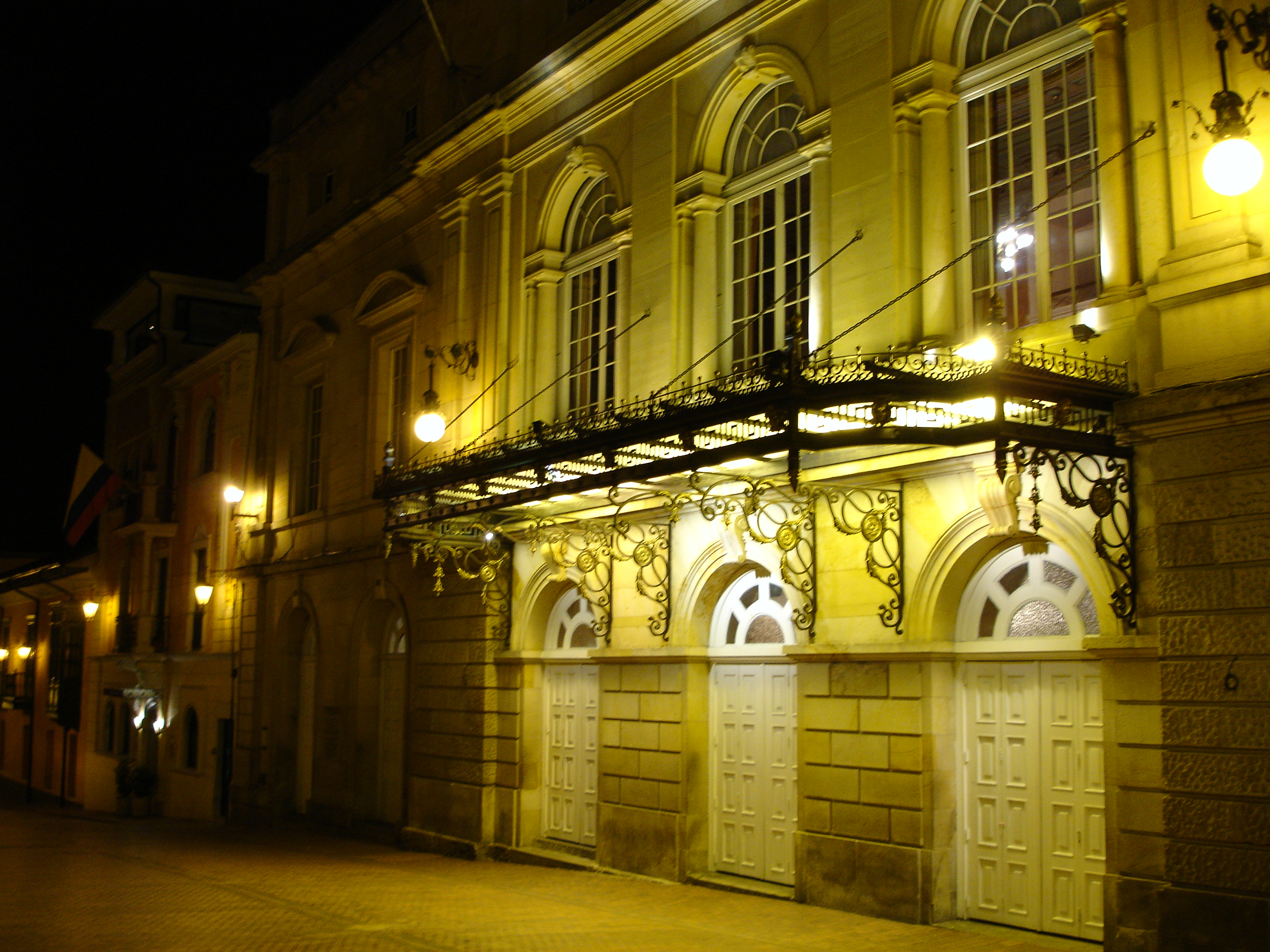
Gevel van de Teatro de Cristobal Colón in Bogotá

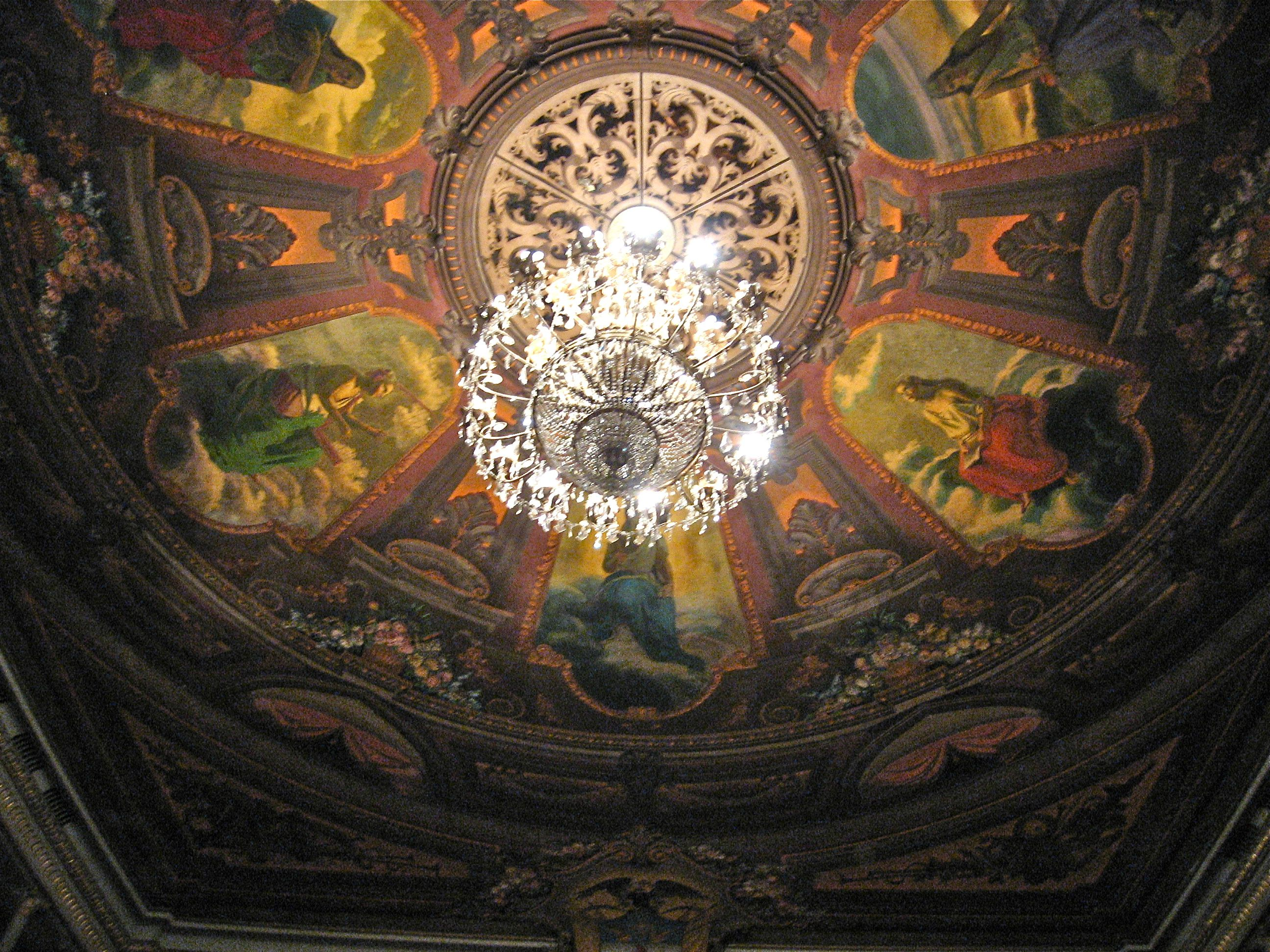
Fresco's van zes muzen op het plafond van de grote zaal.

Het Teatro de Cristóbal Colón ("theater van Christoffel Columbus"), ook wel bekend als het Teatro Colón, is gelegen in Bogota (Colombia) en dient als nationaal theater van Colombia. Het werd gebouwd in de neoklassieke stijl van de Italiaanse architect Pietro Cantini in 1885. Het theater werd ingehuldigd op 27 oktober 1892.
Het auditorium werd gebouwd in eenzelfde hoefijzervorm die gebruikt wordt in de lay-out van het Opéra Garnier in Parijs, maar is slechts ongeveer half zo groot.
Het theater werd uitgeroepen tot een nationaal monument op 11 augustus 1975, en onderging verbouwingen voor drie jaar. Tussen 2009 en 2010 werd het theater gesloten voor een uitgebreide renovatie.
- Library of Congress Control Number: n94013218
- MusicBrainz: 5ee23549-5485-445f-8621-577016ae6749
- Virtual International Authority File: 219145911112627060649